# Fundación Mujeres en Igualdad
Fundación Mujeres en Igualdad (M.E.I) es una ONG creada en Argentina en marzo de 1990, cuya misión reside en defender y fomentar el desarrollo de los derechos de las mujeres. Obtuvo estatus consultivo ante el ECOSOC de Naciones Unidas en 2005.

## Objetivos
La Fundación tiene como objetivos luchar contra la violencia de género y la discriminación de las mujeres promoviendo su bienestar, participación y empoderamiento en la vida política, económica, social y cultural. Desde sus inicios Mujeres en Igualdad promovió el uso de las nuevas tecnologías, convirtiéndose en la primera ONG de mujeres de la Argentina con website. A través de estos espacios ha creado alianzas con ONGs y con el movimiento de mujeres a nivel nacional e internacional.

## Estructura
La sede de Mujeres en Igualdad se encuentra en el partido de Florida, Provincia de Buenos Aires. La fundadora de Mujeres en Igualdad fue Zita Montes de Oca y su Directora Ejecutiva es Monique Thiteux Altschul.

Tuve el privilegio de acompañarla en la creación de Mujeres en Igualdad en 1990, cuando el movimiento de mujeres tenía como objetivo la promulgación de una ley de cupo electoral: una meta difícil de lograr pero que garantizaría cambios fundamentales para las mujeres en el campo de la política. A partir de entonces, compartimos ocho años de feminismo, de amistad y de trabajo intensísimo, de descubrimiento del mundo digital - en el que nos lanzamos apasionadamente, viendo cómo las redes que había construido Zita desde la función pública, se ampliaban, se articulaban, se enriquecían, tanto en el modo de comunicación como en las temáticas.
 Monique Thiteux-Altschul

## Áreas de intervención
- Los derechos LGBT (lesbianas, gais, bisexuales y transexuales): Proyecto "Por los derechos humanos de la comunidad LGBT", auspiciado por la Embajada de los Estados Unidos en Buenos Aires.
- Violencia de género: Proyecto "Siete voces contra la violencia de género", coordinado por MEI y ejecutado con la Oficina de Violencia Doméstica, la Oficina de la Mujer de la Corte Suprema de Justicia y la Asociación de Mujeres Jueces de la Argentina, junto a la Oficina de Víctimas contra las Violencias del Ministerio de Justicia y Derechos Humanos, Voces Vitales Argentina y Fundación Avon. Con el apoyo de Fundación Avon Internacional y Vital Voices Partnership.
- Ley de talles en Argentina: Mujeres en Igualdad fue y es asesora para leyes nacionales y provinciales de talles, a su vez organiza campañas de monitoreo y difusión.
- Género y corrupción: Mujeres en Igualdad participó en el Encuentro del Comité de Estrategia de la Coordinación de la Coalición UNCAC (Convención de Naciones Unidas contra la Corrupción) realizada en Viena en junio de 2014, convirtiéndose en sede regional para las Américas de la UNCAC.[9]
- Género y deportes:[10] Mujeres en Igualdad cuenta con un equipo especialmente dedicado a revertir situaciones de discriminación en el deporte. En el 2012 la Fundación presentó en el Parlamento de Mujeres de la Legislatura de CABA el proyecto de ley: Obligatoriedad de las Asociaciones Civiles sin fines de lucro, clubes y Federaciones a incluir en sus comisiones directivas representatividad con equidad de género.[11]
- Trata de personas: Mujeres en Igualdad creó en 2003 la Red No a la Trata que coordinó hasta 2005, organizando numerosos seminarios y jornadas de capacitación, difundiendo el tema en los medios. El proyecto “Empoderando a las mujeres jóvenes en las fronteras: violencias de género y trata humana”, financiado por ONU Mujer 2010-11 apuntó a que mujeres jóvenes de zonas fronterizas (Jujuy/La Quiaca; Posadas/Encarnación) conocieran y practicaran sus derechos y se organizaran para prevenir las violencias de género y la trata humana. Se las capacitó para llevar a la práctica estrategias esenciales para la democracia participativa hacia la equidad de género: pedidos de información fidedigna (acceso a la información), campañas de incidencia y reclamos a funcionarios para que rindan cuentas ante el incumplimiento de sus deberes.[12]
- Mujer y política: Mujeres en igualdad fue y es propulsora de las garantías otorgadas por la Ley de Cupos, considerándola un factor clave para la alta representación de mujeres argentinas en la política. A nivel mundial, Argentina se encuentra en el quinto lugar, con 39,1% de mujeres parlamentarias. En este sentido MEI continua profundizando sus acciones en pos de generar reformas que garanticen las igualdad de derechos entre ciudadanos y ciudadanas y realiza campañas para alcanzar la paridad.[13]
- Litigios y discriminación: Caso Freddo y caso Instituto Romero Brest. En ambos casos MEI litigó para que tanto la empresa Freddo, como la institución terciaria de educación física, profundicen en sus espacios los principios de no discriminación e igualdad de género.[14]

## Distinciones
- Premio otorgado por la Organización Mundial de la Francofonía el 19 de marzo de 2015, bajo la temática Deporte, Inclusión y Diversidad con especial acento en la mujer.[15]
- Premio Alfredo Palacios otorgado en el Salón Eva Perón del Honorable Senado de la Nación, el 19 de septiembre de 2013. En reconocimiento del aporte realizado por Mujeres en Igualdad en contribución a la lucha contra la trata de personas y por su compromiso en el combate al delito de trata y explotación y en la protección y ayuda a sus víctimas.[5]
- Premio otorgado en noviembre del 2012 en la Legislatura de la Ciudad de Buenos Aires a la directora de MEI Monique Thiteux Altschul, nombrada como “Personalidad Destacada de los Derechos Humanos de las Mujeres”.[16]
- Premio Dignidad otorgado el 4 de junio de 2009 a Monique Thiteux Altschul por la Asamblea Permanente de los Derechos Humanos, en reconocimiento a su constante tarea en defensa de los derechos de la mujer.[17]
- Premio Social Entrepreneur of the Year de EY (2016) otorgado a Monique Thiteux Altschul en virtud de que su "proyecto social aporta una significativa contribución a la sociedad".[18]

## Desayunos
Mujeres en Igualdad dio comienzo a la propuesta de desayunos “De Representantes y Representadas” en 1993, desde entonces se llevaron a cabo más de 200 desayunos, en la Ciudad de Buenos Aires y numerosas provincias. Con un promedio de 70 asistentes por desayuno, entre las cuales se destacan variadas participaciones: senadoras, diputadas y legisladoras, juezas, abogadas, funcionarias, periodistas, académicas, sindicalistas, representantes de ONGs y de organismos internacionales, de embajadas, de organizaciones de pueblos originarios, mujeres políticas y de base. Estos encuentros, mensuales, son presentados como espacios para discutir temas relacionados con la agenda política y otras situaciones especiales que le permitan a las mujeres mancomunadas pensar y trabajar en forma conjunta e integrada.

## Foros internacionales de mujeres contra la corrupción

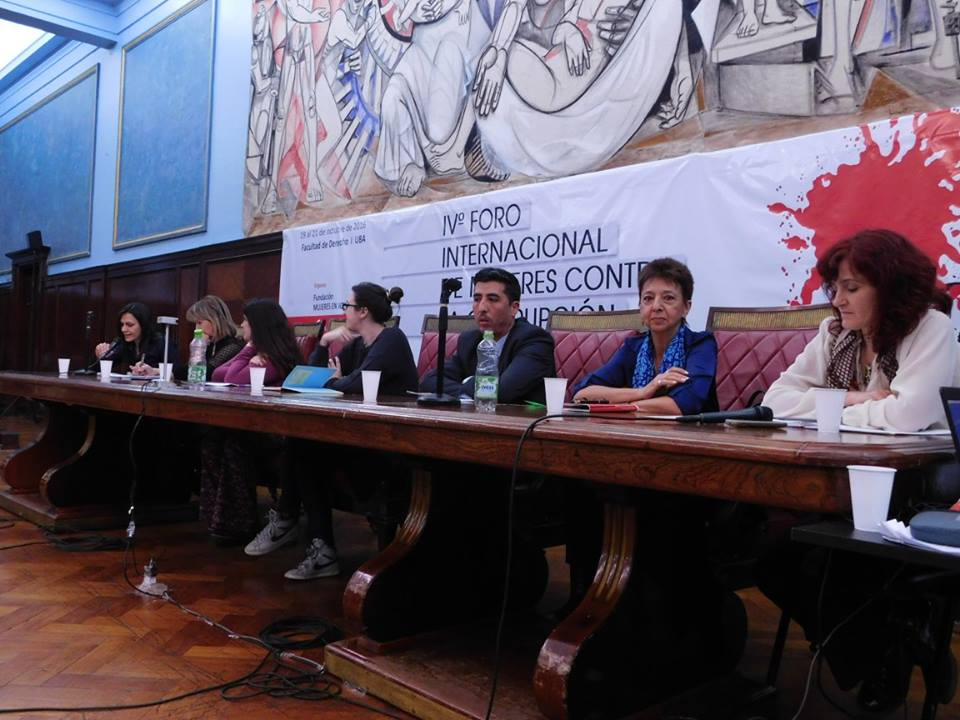
IV Foro Internacional de Mujeres contra la Corrupción

La Fundación Mujeres en Igualdad realizó cuatro foros con el objetivo de analizar y proponer políticas públicas y presupuestos de género que contrarresten las formas bajo las cuales la corrupción atenta contra los derechos humanos de las mujeres. El tercer Foro se llevó a cabo en el año 2008 en la Facultad de Derecho de la Universidad de Buenos Aires, en el marco del proyecto Mujeres por la equidad y la transparencia (UNIFEM – UNDEF, ONU), para el debate y puesta en común de experiencias para la transparencia. En diciembre del 2017 se publicó el primer eBook de la fundación que resume la experiencia del IV Foro Internacional de Mujeres contra la Corrupción.